# Krisztian Rabb
Krisztian Rabb (n. 10 noiembrie 2001) este un scrimer maghiar. A participat la competiții asociate Jocurilor Olimpice în care a câștigat o medalie de aur.

## Participări
Lista de mai jos prezintă principalele competiții la care a participat Krisztian Rabb de-a lungul carierei.
- fencing at the 2018 Summer Youth Olympics – boys' sabre[*]